# 道の駅YOU・遊・もり
道の駅YOU・遊・もり（みちのえき ゆうゆうもり）は、北海道茅部郡森町上台町にある国道5号の道の駅である。
森町展望物産館プラザを整備して道の駅として登録した。
地元森町産のイカめしは開業当初からの人気商品として続いている。

## 主な施設
- 駐車場
  - 普通車：90台
  - 大型車：13台
  - 身障者用：3台
- トイレ

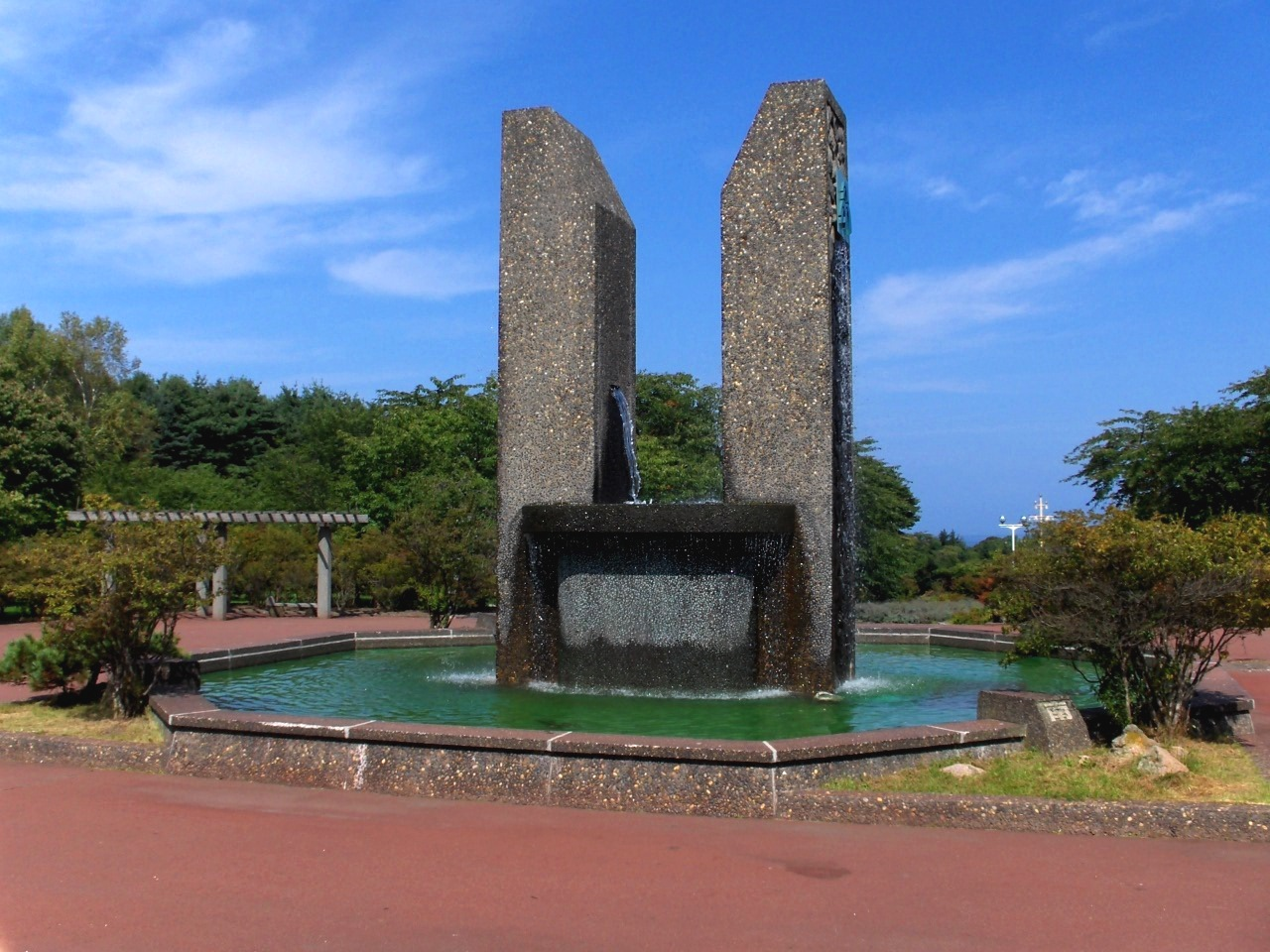
オニウシ公園

  - 男：大 6器（2器）、小 12器（3器）
  - 女：12器（3器）
  - 身障者用：3器（1器）

※（）内は24時間使用可能
- 公衆電話：2台
- 森町展望物産館プラザ[1]
  - 特産物販売所（売店）
  - 展望プラザ
- オニウシ公園

## 休館日
- 年末年始（12月30日午後 - 1月3日）

## アクセス
国道5号沿いにあり、道央自動車道森ICからも約2kmの道のりにある。
直接連絡
- 国道5号

間接連絡
- 国道278号
- 北海道道606号霞台森停車場線
- 北海道道794号森停車場線

路線バス
- 北海道中央バス、北都交通、函館バス：高速はこだて号　「森町」停留所（札幌行きは乗車、函館行きは降車のみ扱い。）

## 周辺
- 青葉ヶ丘公園
- 森駅（JR北海道・函館本線）
- 濁川温泉
- 鳥崎渓谷